# Flöte

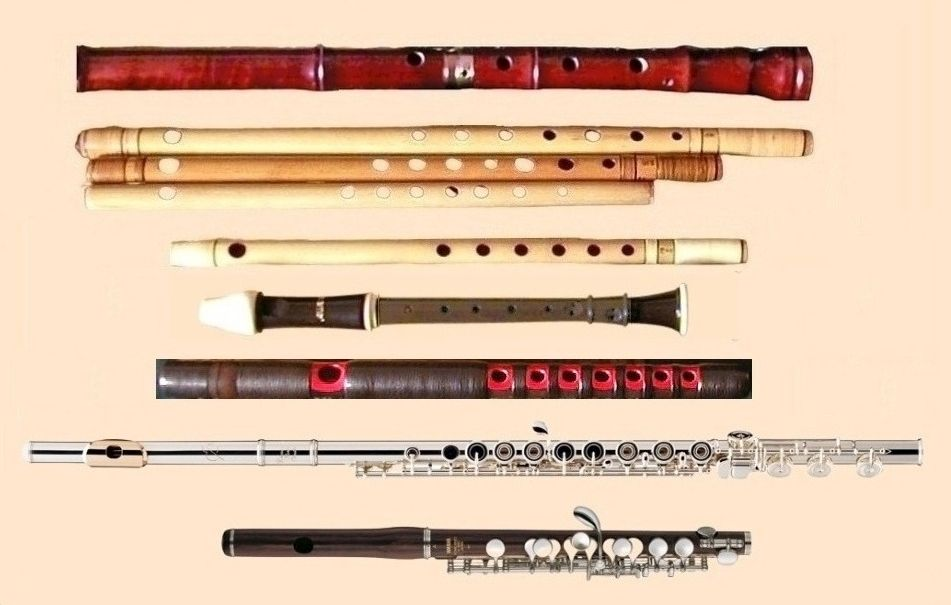
Von oben nach unten: Japanische Bambuslängsflöte Shakuhachi, vier japanische Querflöten Shinobue, Sopranblockflöte, Konzertquerflöte und Piccoloflöte

Eine Flöte, mittelhochdeutsch Floite, Vloite, Flaute (aus dem altfranzösischen flaüte bzw. dem lateinischen flatuare und flatare: „wiederholt blasen“, „kontinuierlich blasen“, Frequentativa von flare: „blasen“) ist ein Ablenkungs-Aerophon, bei dem ein Luftstrom über eine Kante (Schneide) geführt wird, an der er in Schwingung gerät (vergleiche die Artikel Holzblasinstrument und Pfeife). In der Hornbostel-Sachs-Systematik werden Flöten daher als Schneideninstrumente bezeichnet.
Im alltäglichen Sprachgebrauch steht „Flöte“ meist für die Querflöte oder die Blockflöte. Panflöten bestehen aus mehreren, miteinander verbundenen Eintonflöten.

## Klassifikation
Es gibt Flöten mit und ohne Kernspalt, einem Luftkanal, der den Luftstrahl zur Anblaskante führt. Bei Flöten ohne Kernspalt wird der Luftstrahl von den Lippen und/oder der Zunge des Spielers geformt.
Weitere Einteilungen und Bezeichnungen ergeben sich daraus, wo man in die Flöte hineinbläst, wie die Tonhöhe beeinflusst wird, ob das untere Ende verschlossen (gedackt) ist oder nicht, ob es sich um einzelne Flötenrohre oder um Instrumente mit mehreren Flöten handelt, und wie diese gespielt werden (direkt geblasen oder mit Ventilen, gesteuert von einem Mechanismus oder einer Tastatur, wie bei der Orgel). Auch der Kulturkreis, aus dem eine Flöte stammt, dient zur Einteilung.

### Flöten ohne Kernspalt (randgeblasen)
Die Anblaskante wird vom oberen Rand des Flötenrohres gebildet.
Längsflöten
- Nay und Schabbaba im Orient
- Kerbflöten: Die Anblaskante wird von einer Kerbe im oberen Rand des Flötenrohres gebildet. Shakuhachi, Xiao, Quena und Yua

Querflöten
Die Anblaskante einer Querflöte wird vom Rand eines Loches in der Seite des Flötenrohres gebildet.
- Irish flute in Irland
- Bansuri in Nordindien
- Dizi in China
- Limbe in der Mongolei
- Ryūteki in Japan

### Flöten mit Kernspalt
Der Luftstrom wird durch einen Windkanal geformt und an die Anblaskante des Labiums geführt. Mit Ausnahme der Orgelpfeifen zählen diese zu den Kernspaltflöten.
Offene Flöten, am unteren Ende offene Kernspaltflöten:
- Blockflöte
- Knochenflöte
- Stockflöte, auch Csakan
- Einhandflöte, in Spanien flabiol
- Flageolett
- Khlui, Bambusflöte in Thailand und Kambodscha
- Obertonflöte
- Tin Whistle
- Suling, Bambusflöte in Indonesien, Malaysia und auf den Philippinen
- Saluang, Bambusflöte der Minangkabau auf Sumatra
- Indianerflöte (Nordamerika)
- Quena, auch Andenflöte
- Offene Labialpfeife der Orgel

Gedackte Flöten, am unteren Ende geschlossene Kernspaltflöten:
- Gefäßflöte, dazu Okarina und Gemshorn
- Kolbenflöte
- Gedackte Labialpfeife der Orgel

### Sonderformen
Kernspaltflöten sind Innenspaltflöten, das heißt, die Schneidekante befindet sich an einer üblicherweise rechteckigen Aussparung in geringer Entfernung vom oberen Ende der Röhre. Bei einer seltenen Variante der Innenspaltflöten ist kein Block (Blockflötenkopf) vorhanden. Stattdessen schließt der Spieler das offene Ende fast vollständig mit seiner Zunge und bildet so mit der verbleibenden Öffnung den Windkanal. Zu diesen Zungenspaltflöten gehören unter anderem eine Form der russischen Hirtenflöte Dudka und in Finnland die Mäntihuilu.
Eine Luftwirbelflöte ähnelt in der Form einer Kombination aus Gefäßflöte und Längsflöte, bildet jedoch den Ton auf eine besondere Weise. Die am oberen Ende einer Röhre eingeblasene Atemluft muss zunächst eine kleine Öffnung passieren, bevor sie in die Spielröhre gelangt und zugleich in einem seitlichen Schwingungsraum einen dem Blasdruck entsprechenden Überdruck erzeugt. Der nachfolgend an der Öffnung vorbeistreichende Luftstrom zieht Luft aus dem Schwingungsraum ab und sorgt dort für einen Unterdruck. Durch den periodischen Druckwechsel entsteht eine schwingende Luftsäule, die sich in der Spielröhre fortpflanzt. Luftwirbelflöten aus Ton sind von den Mayas (um etwa 500 n. Chr.) bekannt.
Doppelflöten sind Flöten mit zwei Spielröhren, die zugleich angeblasen werden. Eine seitlich angeblasene Flöte mit Kernspalt ist die norwegische Obertonflöte Seljefløyte. Eine seltene, mittig angeblasene Querflöte ist die indische Surpava. Die slowakische Fujara ist eine senkrecht gehaltene, lange Schnabelflöte, die über ein Anblasrohr mit Luft versorgt wird.
In China entwickelte man die flugwindgeblasene Taubenflöte.

## Herkunft

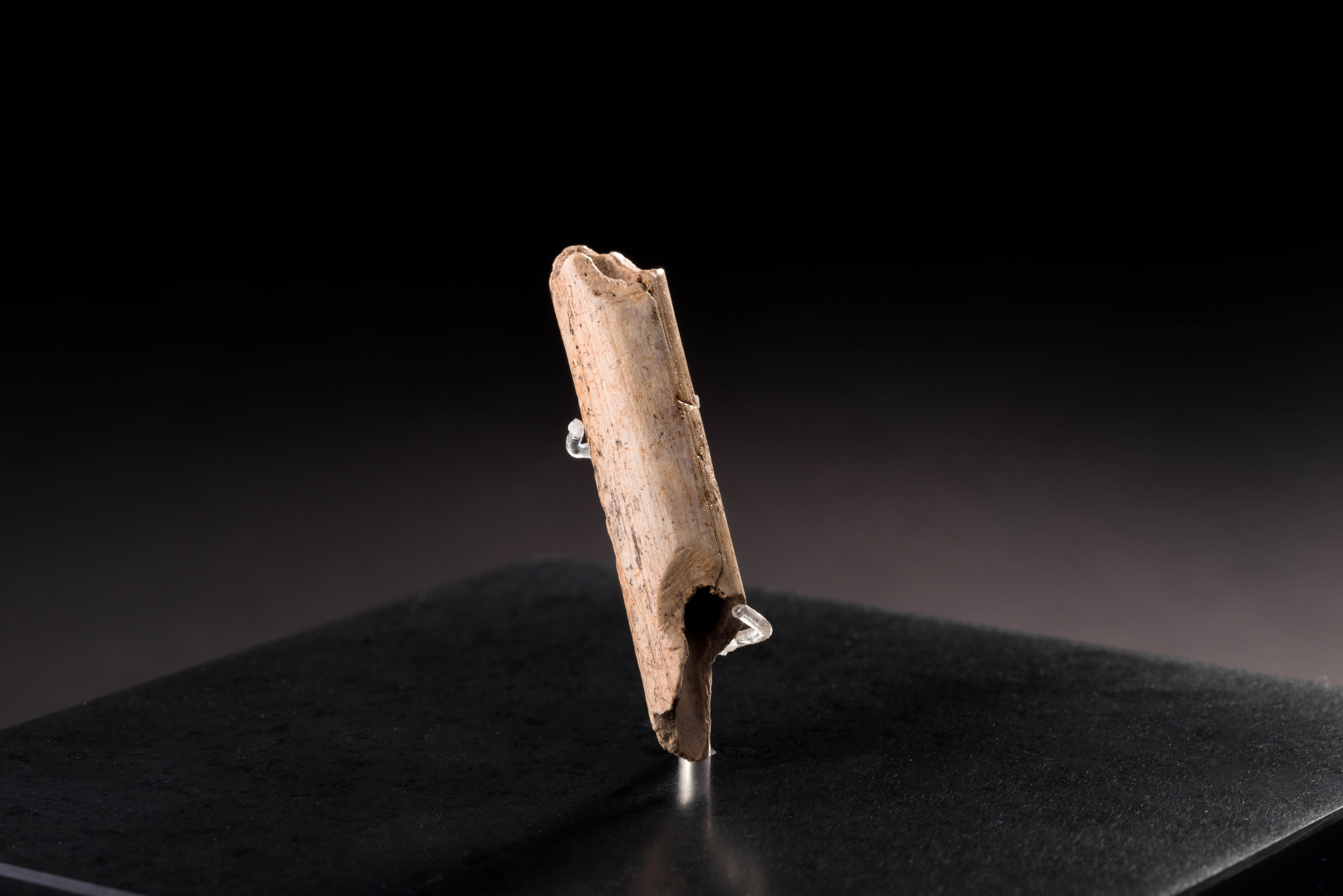
Eines der ältesten überlieferten Musikinstrumente der Menschheit, Flöte aus Gänsegeierknochen, Vogelherdhöhle (ca. 40 000 Jahre alt, Aurignacien), UNESCO-Welterbe „Höhlen und Eiszeitkunst im Schwäbischen Jura“, Museum der Universität Tübingen

Die nachweislich ältesten Flöten wurden aus Tierknochen, vor allem von Vögeln, und aus Mammutelfenbein hergestellt. Flöten aus weniger dauerhaftem Material (beispielsweise Holz) konnten nicht nachgewiesen werden, sind aber durchaus denkbar.
Als älteste erhaltene Blasinstrumente der Welt gelten die 35.000 bis 43.000 Jahre alten steinzeitlichen Knochen- und Mammutelfenbeinflöten, die auf der Schwäbischen Alb gefunden wurden. Von diesen ist am besten die Gänsegeierflöte vom Hohlefels erhalten, eine aus der Speiche eines Gänsegeiers (Gyps fulvus) hergestellte Flöte. Sie wurde im Sommer 2008 in der Höhle Hohle Fels bei Schelklingen gefunden. Das V-förmige obere Ende der Gänsegeierflöte stellt eine Vorstufe in der Entwicklung der Kerbflöten dar und kommt noch bei der erst seit Ende des 20. Jahrhunderts obsoleten (verschwundenen), fingerlochlosen Igemfe in Südafrika vor.
Weitere relativ gut erhaltene oder rekonstruierbare Flöten mit Grifflöchern wurden in der Geißenklösterle-Höhle entdeckt. Die Funde zeigen, dass Menschen schon in der Steinzeit, genauer im Jungpaläolithikum, Musik gemacht haben. Zwei der Flöten aus dem Geißenklösterle sind in einem Stück aus Schwanenknochen gefertigt. Die dritte besteht aus zwei zusammengefügten, aus Mammutelfenbein geschnitzten Halbröhren; sie wurde mit mindestens drei, etwa im Terzabstand gestimmten, Grifflöchern versehen (ein viertes könnte weggebrochen sein) und mit seitlichen Kerbungen verziert. Die immer wieder vermutete Zuschreibung der Flöte zum Neandertaler (Homo neanderthalensis) widerspricht den wissenschaftlichen Erkenntnissen, da sie in eindeutig aurignacienzeitlichen Schichten des modernen Menschen (Homo sapiens) eingebracht war. Zwischen den weiter unten liegenden mittelpaläolithischen und den jungpaläolithischen Schichten liegen kulturell sterile Straten. Dieser Befund spricht gegen einen Kontakt der Menschenformen.
Fragmente von zwei weiteren Flöten stammen aus der Vogelherdhöhle. Flöte 1 wurde aus Vogelknochen hergestellt. Flöte 2 vom Vogelherd ist aus Mammutelfenbein und in drei nicht zusammenhängenden Bruchstücken erhalten. Erst kürzlich wurde im Abraum der Vogelherdhöhle eine dritte Flöte entdeckt. Sie besteht aus einem Fragment mit zwei angeschnittenen Grifflöchern und ist aus Gänsegeierknochen gefertigt. Die Flöte ist Teil des UNESCO-Welterbes „Höhlen und Eiszeitkunst im Schwäbischen Jura“. Sie ist – wie 15 weitere Kunst- und Musikartefakte – im Museum Alte Kulturen im Schloss Hohentübingen ausgestellt.
Eine eventuell noch ältere Flöte aus der Höhle Divje babe I in Slowenien besteht aus dem 1995 gefundenen Fragment eines Bären-Oberschenkelknochens, das in das Moustérien um 43.100 B.P. datiert wird. Während für einen Teil der Forscher das Fundobjekt zu einer Flöte mit vier Fingerlöchern und einem Daumenloch gehörte, lehnt die Mehrheit der Forscher diese Ansicht ab und hält die beiden Löcher im Knochenstück für das Ergebnis von Tierfraß. Argumente für die Interpretation des Knochenfundes von Divje Babe als Flöte liefern M. Turk und Kollegen (2018). Auch andere mutmaßliche Knochenflötenfunde werden angezweifelt.
Der Hebräer Jubal, dessen Alturgroßvater Kain war, wird in der Bibel als der Urvater aller Zither- und Flötenspieler bezeichnet.
In der Seeufersiedlung von Hagnau-Burg kam 1986 die bislang älteste erhaltene Holzflöte Europas aus der späten Bronzezeit (1040 vor Christus) zum Vorschein. Sie weist ein Anblasloch und eine feine Verzierung aus Ritzlinien auf.
Das früheste bekannte eindeutige Bild einer Querflöte wurde auf einem etruskischen Relief in Perusa gefunden. Es stammt aus dem zweiten oder ersten Jahrhundert vor Christus. Das Instrument wurde damals nach links gehalten, erst in einer Illustration eines Gedichts aus dem elften Jahrhundert wurde eine Darstellung einer nach rechts gespielten Flöte entdeckt.
Flöten wurden (neben Trommeln) schon in der Prähistorie bei religiösen Kulten benutzt. Bei Naturvölkern ist dies noch heute verbreitet. In der Literatur haben Flöten oft den Charakter des Jenseitigen, von Tod und Vergänglichkeit: Grimms Märchen Nr. 28, 91, 96, 116, 126, 181; Mozarts Die Zauberflöte; Andreas Gryphius’ Es ist alles eitel.